# Anikó Ajkay
Anikó Ajkay (3 de octubre de 1977) es una deportista húngara que compitió en halterofilia. Ganó dos medallas de bronce en el Campeonato Europeo de Halterofilia, en los años 1998 y 2002.

## Palmarés internacional
| Campeonato Europeo | Campeonato Europeo | Campeonato Europeo | Campeonato Europeo |
| Año                | Lugar              | Medalla            | Categoría          |
| ------------------ | ------------------ | ------------------ | ------------------ |
| 1998               | Riesa (Alemania)   | Medalla de bronce  | 48 kg              |
| 2002               | Antalya (Turquía)  | Medalla de bronce  | 53 kg              |